# Carmina Marciana
Les Carmina Marciana sont deux courts poèmes latins de caractère divinatoire qui nous ont été conservés par Tite-Live ; le second des deux est aussi transmis par Macrobe de manière presque identique. Les deux auteurs attribuent le second poème à un personnage désigné comme Marcius vates (« Marcus le devin »). Les deux poèmes auraient été découverts par le préteur Marcus Aemilius à l'époque de la Seconde Guerre punique : le premier fait référence à la défaite romaine de Cannes (216 av. J.-C.), le second est lié à l'institution des Ludi Apollinares en 212.

## Textes des poèmes
Les poèmes sont en vers, comme il était alors courant pour les textes oraculaires, mais comme ils ont été transmis comme des textes continus, sans séparer les vers, l'interprétation métrique en a été différente selon les commentateurs ; pour certains, comme Louis Havet, ce sont des vers saturniens, pour d'autres des hexamètres.

### Carmen 1
Amnem, Troiugena, fuge Cannam, ne te alienigenae cogant in campo Diomedis conserere manus. Sed neque credes tu mihi, donec compleris sanguine campum, multaque milia occisa tua deferet amnis in pontum magnum ex terra frugifera ; piscibus atque auibus ferisque quae incolunt terras iis fuat esca caro tua ; nam mihi ita Iuppiter fatus est.
« Fils d’Ilion, fuis, Romain, le fleuve Canna, de peur que des étrangers ne te forcent à combattre dans les plaines de Diomède. Mais tu ne me croiras pas, jusqu’à ce que ton sang ait inondé ces plaines; jusqu’à ce que le fleuve ait, de la terre fertile, porté dans la mer immense des milliers de tes cadavres, et que ta chair soit devenue la proie des poissons, des oiseaux et des bêtes qui habitent la terre. C’est là ce que j’ai appris de la bouche de Jupiter. »

### Carmen 2
Hostes, Romani, si ex agro expellere uoltis, uomicam quae gentium uenit longe, Apollini uouendos censeo ludos qui quotannis comiter Apollini fiant ; cum populus dederit ex publico partem, priuati uti conferant pro se atque suis ; iis ludis faciendis praesit praetor is quis ius populo plebeique dabit summum ; decemuiri Graeco ritu hostiis sacra faciant. Hoc si recte facietis, gaudebitis semper fietque res uestra melior ; nam is deum exstinguet perduelles uestros qui uestros campos pascit placide.
« Romains, si vous voulez chasser l’ennemi et le fléau que vous envoient les contrées lointaines, je vous conseille de vouer à Apollon des jeux qui, chaque année, seront célébrés en son honneur avec magnificence. Que chaque citoyen, lorsque le trésor public y aura contribué en partie, y contribue pour soi et pour les siens. À la célébration de ces jeux présidera le préteur, qui rendra la justice suprême au peuple et aux plébéiens. Que les décemvirs fassent des sacrifices selon les rites grecs. Si vous accomplissez exactement ces ordres, vous serez toujours heureux, et vos affaires deviendront meilleures, car ce dieu exterminera vos ennemis, qui se nourrissent tranquillement de vos champs. »

## Découverte desCarmina Marcianaet contexte historique
Dans la situation difficile que connaît Rome après la défaite de Cannes (216 av. J.-C.), se répandent des superstitions et des prophéties qui peuvent créer des désordres et qui inquiètent les autorités. En 213, le préteur urbain Marcus Aemilius prend, à la demande du Sénat, un édit qui prescrit à tous ceux qui ont en leur possession des écrits contenant des prophéties, des prières ou des pratiques sacrificielles de les lui remettre avant les calendes d'avril. Comme il avait été entre-temps envoyé en mission hors de Rome, ce fut son collègue Marcus Atilius qui recueillit les documents et les lui remit ensuite. L'année suivante (au printemps 212), son successeur, le préteur urbain Publius Cornelius Sulla, est chargé de cette affaire lorsque sont mis en évidence deux carmina tirés de cette collecte, attribués à un certain Marcius. Le premier texte évoque des milliers de morts à proximité de Cannes, tandis que le second indique le moyen d'éviter, par l'institution de jeux en l'honneur d'Apollon, les graves menaces que fait courir l'ennemi qui ravage les terres des Romains. La première "prophétie", mise évidemment en relation avec le désastre de Cannes, donnait du poids aux préconisations du second document. On consulta les livres sibyllins qui donnèrent des conseils comparables. Le Sénat décida alors que des jeux seraient célébrés en l'honneur d'Apollon, sous la responsabilité du préteur urbain ; les premiers Ludi Apollinares furent donc donnés en 212 av. J.-C. par le préteur Publius Cornelius Sulla.
Les documents furent conservés au Capitole avec les libres sibyllins, sous la garde des decemviri sacris faciundis.

## Sources antiques
- Tite-Live, XXV, 12.
- Macrobe, Saturnales, I, 17, 28.
- Cicéron, De Divinatione, 1, 40 ; 2, 55.
- Pline l'Ancien, Histoire naturelle, 7, 119.
- Symmaque, Epist., IV, 24, 3.
- Servius, Ad Aen., 6, 70.